# Хвальфьярдарсвейт
Хвальфьярдарсвейт (исл. Hvalfjarðarsveit, МФА: [ˈkvalˌfjarðarˌsveit]о файле) — община на западе Исландии в регионе Вестюрланд. В 2020 году в общине на 481 км² проживало 625 человек.

## История
Община Хвальфьярдарсвейт была образована 1 июня 2006 года в результате слияния четырёх сельских общин: Хвальфьярдарстрандархреппюр, Скильманнахреппюр, Иннри-Акранесхреппюр и Лейрау-ог-Мелахреппюр.

## География
В настоящее время территория Хвальфьярдарсвейт граничит на западе с землями общины Акранескёйпстадюр, на севере со Скоррадальсхреппюр, на юге с Кьоусархреппюр и столичной общиной Рейкьявикюрборг.
В Хвальфьярдарсвейт есть несколько населённых пунктов, самым большим из которых является Мелахверви с населением 111 человек в 2016 году.
Община является сельской и основное занятие жителей Хвальфьярдарсвейт — сельское хозяйство (овцеводство). В то же время в селении Грюндартаунги расположено несколько предприятий тяжелой промышленности и один из крупнейших портов страны, а в бухте Хельгювик находится китоперерабатывающее предприятие, которое на 2021 год является последним действующим предприятием такого типа в Исландии.

## Транспорт
По территории общины проходит 30-километровый участок кольцевой дороги Хрингвегюр 1 с небольшим участком подводного туннеля Хвальфьярдаргёйнг (исл. Hvalfjarðargöng) под Хваль-фьордом. Есть две региональные дороги — Хвальфьярдарвегюр 47 (окружная дорога вокруг Хваль-фьорда) и Акрафьярдарвегюр 51, а также несколько дорог местного значения:
Иннра-Хоульмвегюр 501, Свинадальсвегюр 502, Лейраурсвейтарвегюр 504, Меласвейтарвегюр 505, Грюндартаунгавегюр 506 и Драгавегюр 520.

## Галерея

Природные достопримечательности на территории общины
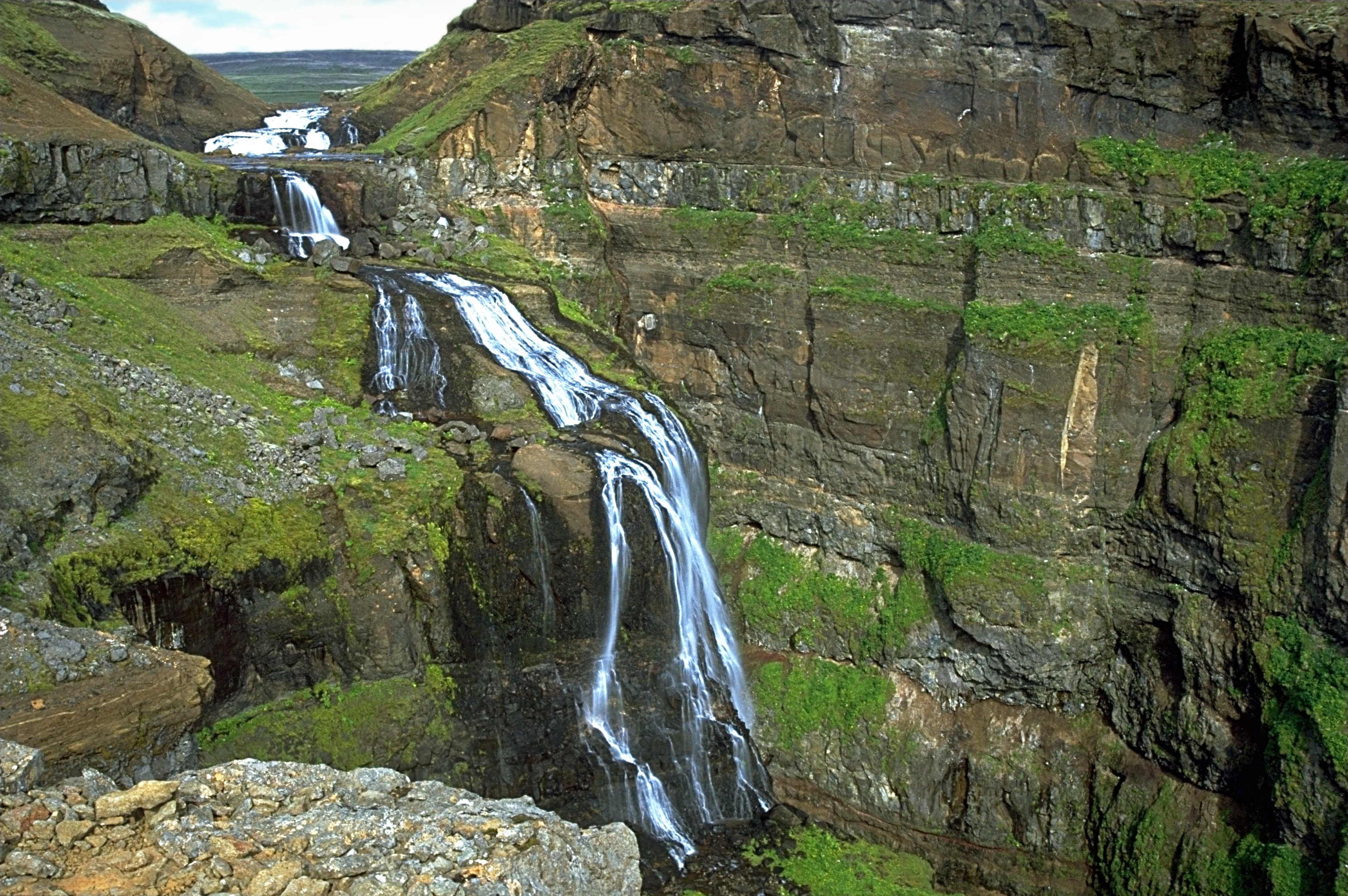
Водопад Глимюр, высотой более 100 метров
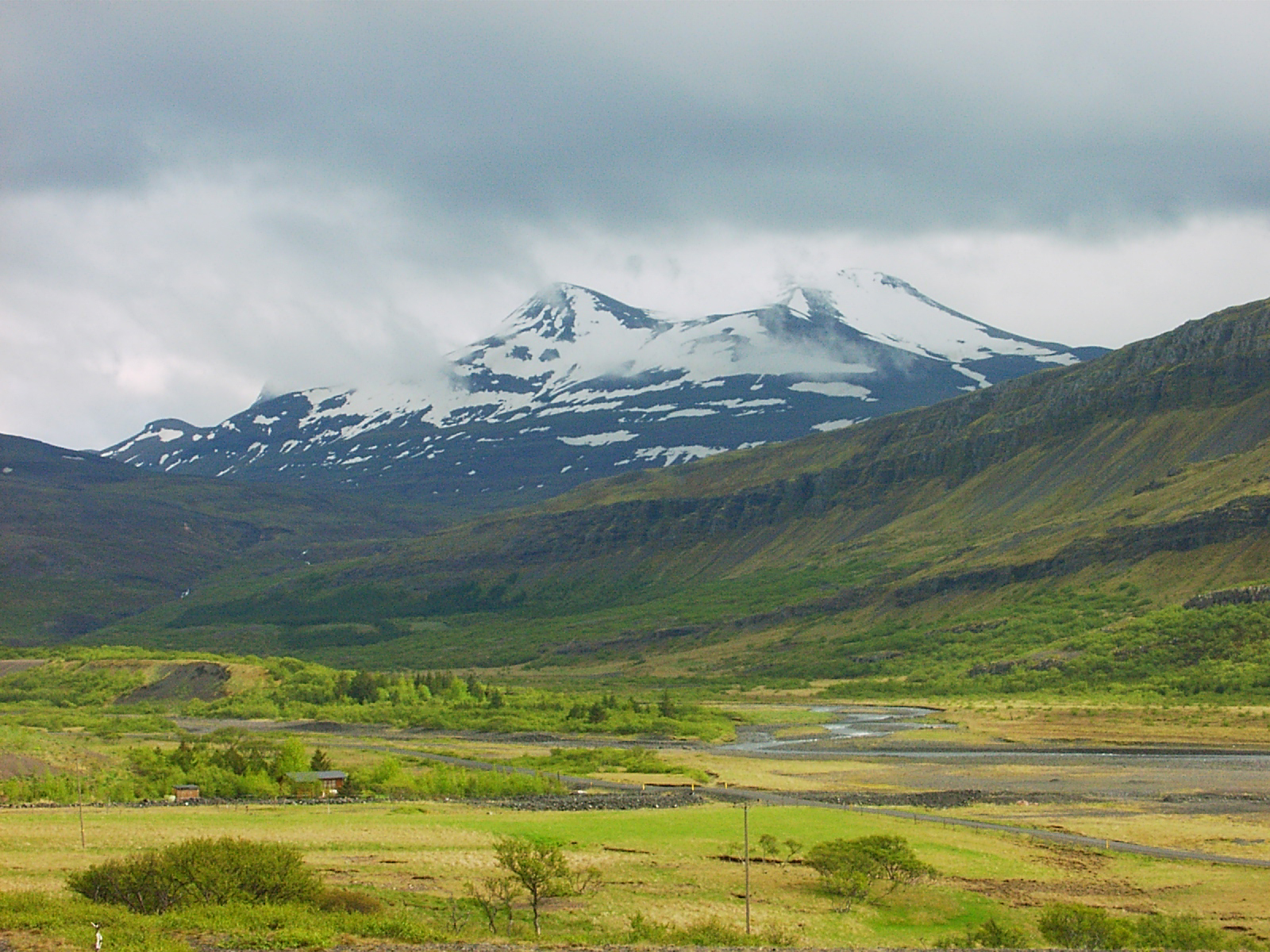
Долина Ботнсдалюр
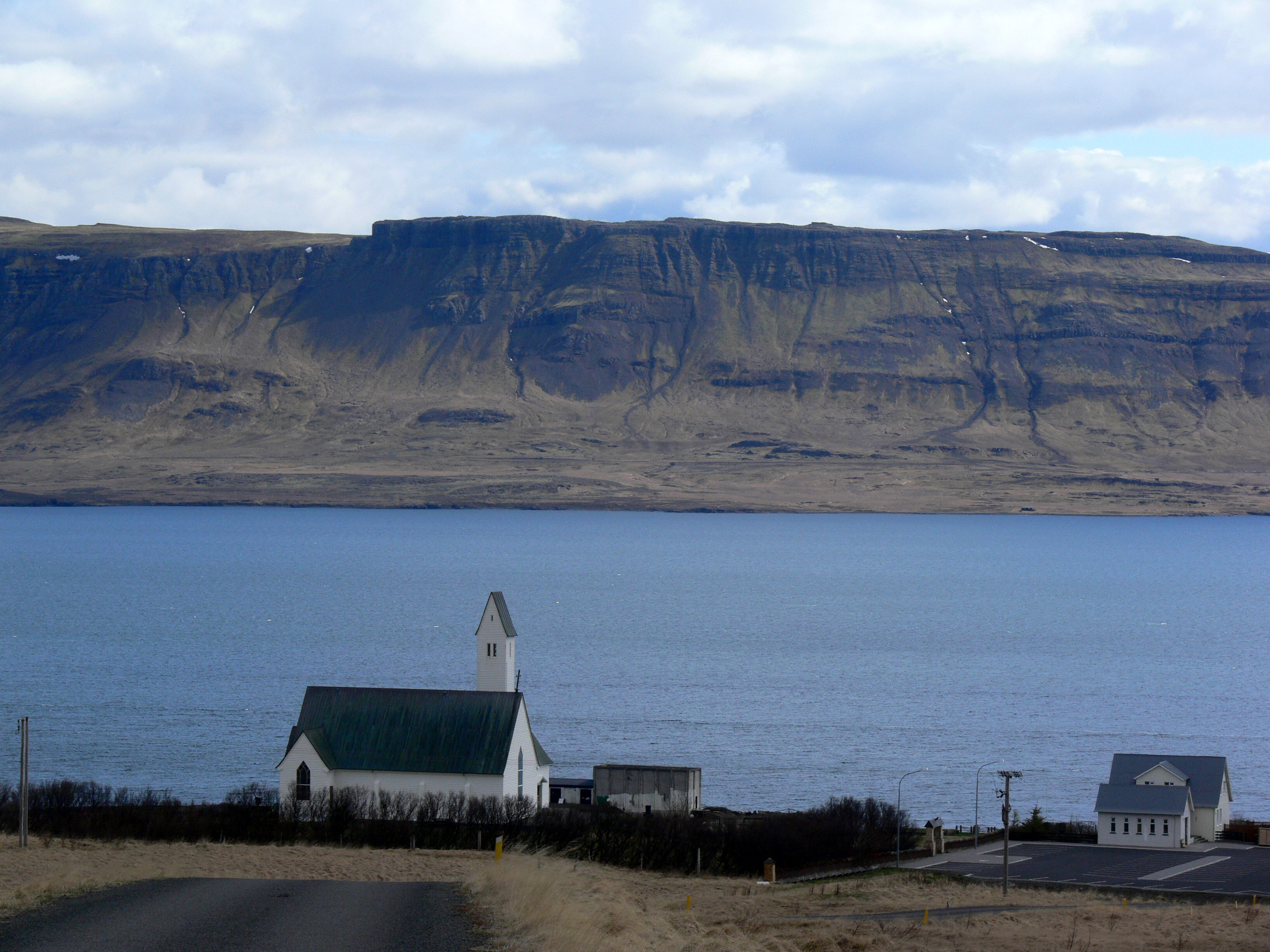
Церковь в Сёйрбайр на берегу Хваль-фьорда
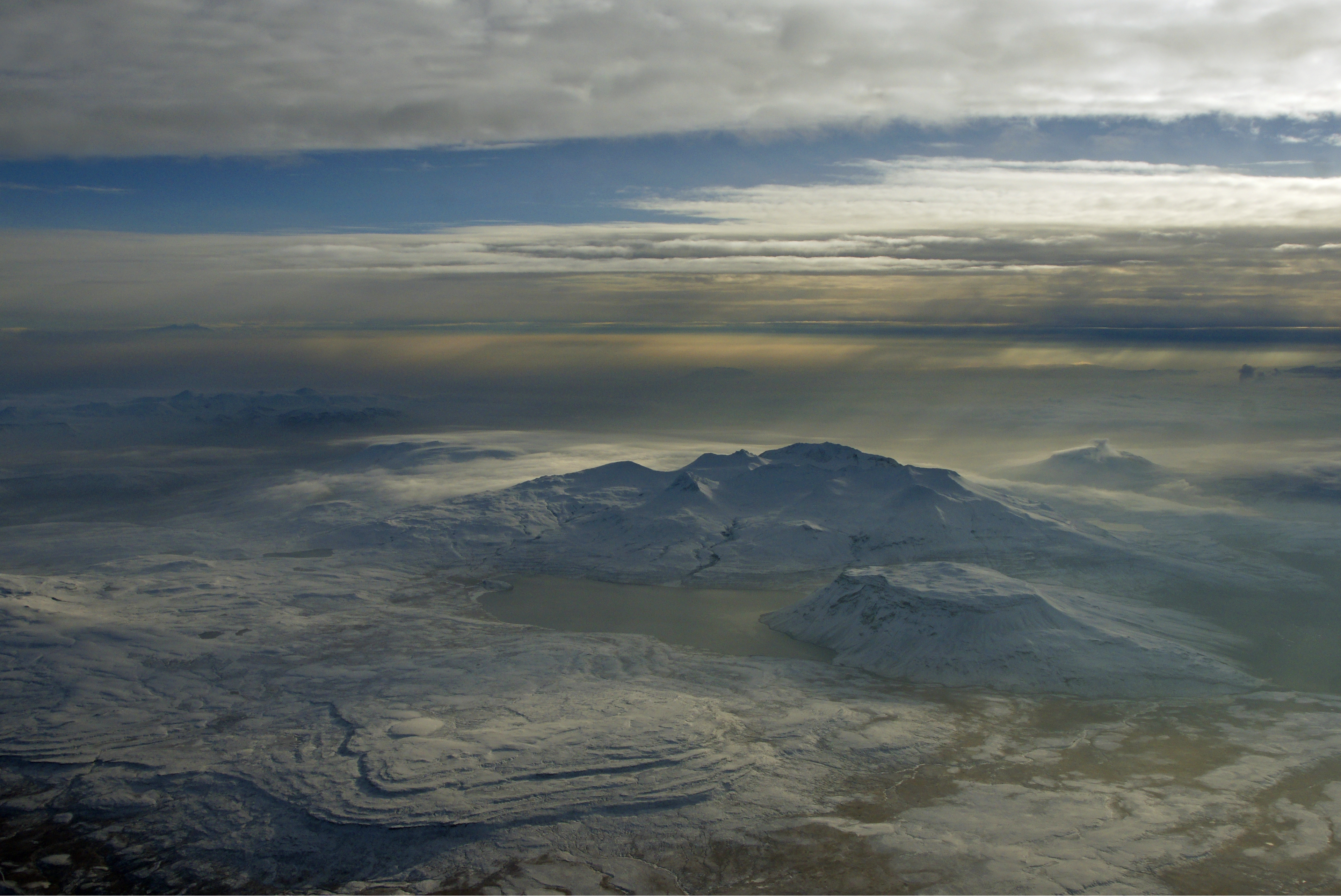
Горное озеро Хвальватн на лавовом плато
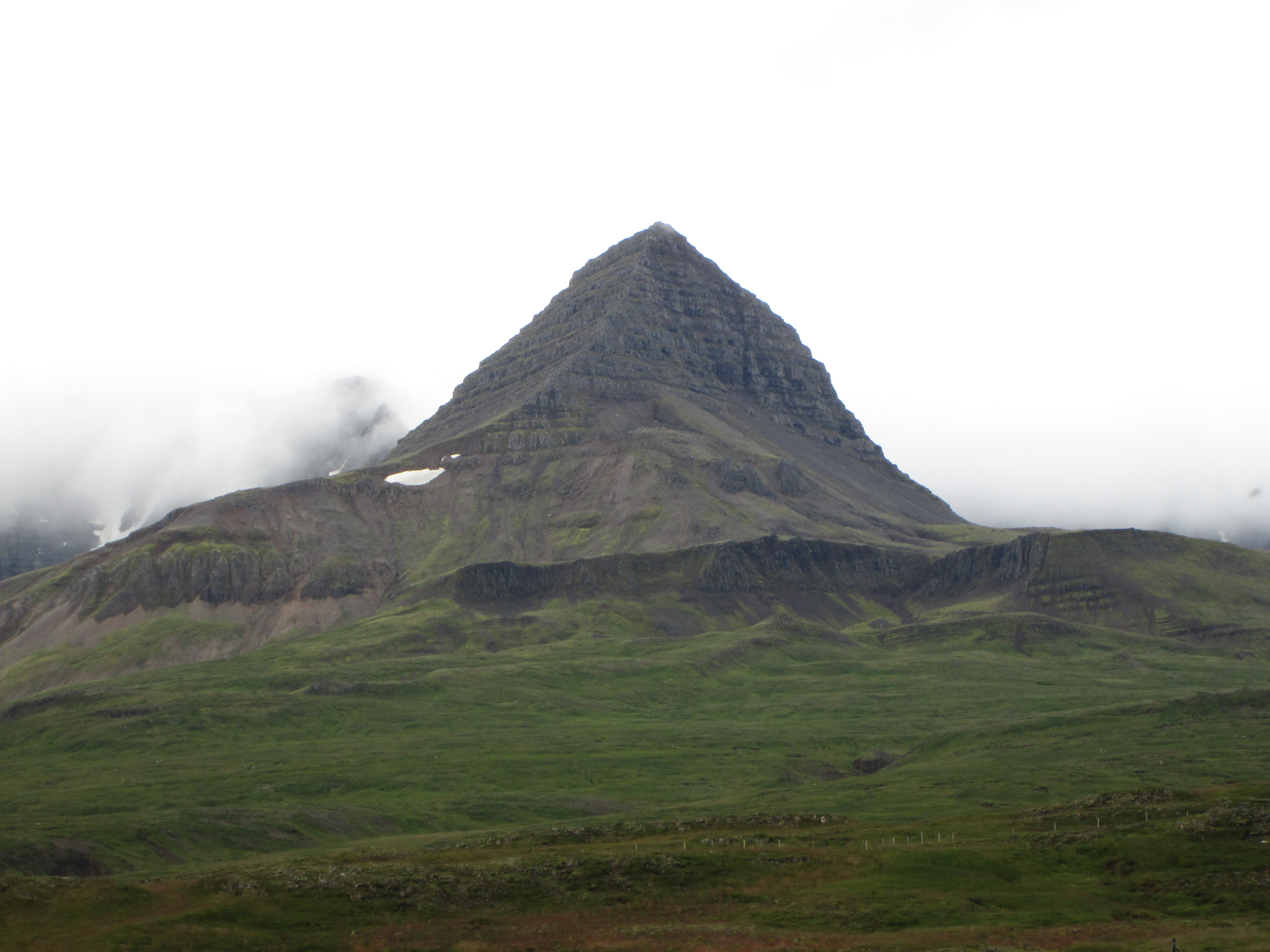
Пик Скессюходн горного массива Скардхейди

## Население
Источник: Mannfjöldi eftir kyni, aldri og sveitarfélögum 1998-2021 (исл.). hagstofa.is. Reykjavík: Hagstofa Íslands [Статистическая служба Исландии]. Дата обращения: 16 октября 2021.